# Црква Успења Св. Богородице у Гркињи
Црква Успења Св. Богородице у Гркињи са покретним стварима у њој које су од посебног културног и историјског значаја, налази се на територији општине Гаџин Хан. Саграђена је 1838. а освештана 1849. године од епископа нишког Калиника. Црква је била осликавана 1861, 1867. и 1875. године.
На основу одлуке Владе Републике Србије 2002. године додаје се на списак Завода за заштиту споменика културе у Нишу и заведена је као непокретно културно добро: споменик културе.

## Архитектура
Конструкцијски, црква у Гркињи је издужена једнобродна грађевина са полукружном апсидом на источној страни и накнадно дозиданим отвореним тремом на западној страни. Полуобличасти свод којим је прекривена се ослања на бочне прислоњене луке. Подељена је на четири поља са три попречна ојачавајућа лука који спајају супротне пиластре. Грађена је од притесаног камена чији фино обрађени елементи украшавају отворе са нагласком на апсидални део. Архиволте прозорских отвора обрађене су украсима у форми извијеног лука, какав надвисује и плитке нише на луку апсиде. У поткровљу се налази венац од лепо обрађеног камена. Запис о обнови и живописању храма налази се изнад западног улаза. Већа ниша уоквирује две мање са сценама св. Тројице, св. Николе и св. Богородице.
Полукалота апсиде осликана је представом Богородица шира од небеса, док су на западном зиду св. Арханђео Михаило и Гаврило. На спољашњим странама западног зида су св. Кузман и Дамјан, св. Димитрије, св. Никола, св. Пантелејмон, св. Симеон, св. Трифун, као и имена мештана приложника из 1875. године. Анатомске неправилности наивног цртежа и јарке боје, основне су карактеристике овог сликарства. На иконостасу је бојом дочарана резбарија од биљних венаца и тордираних стубића.
Аутор икона које су рађене 1867. године је Милош Ковић Бундовски из дебарског села Галичника. Фреске на западном зиду наоса су такође дело овог уметника.